# Leo Warner

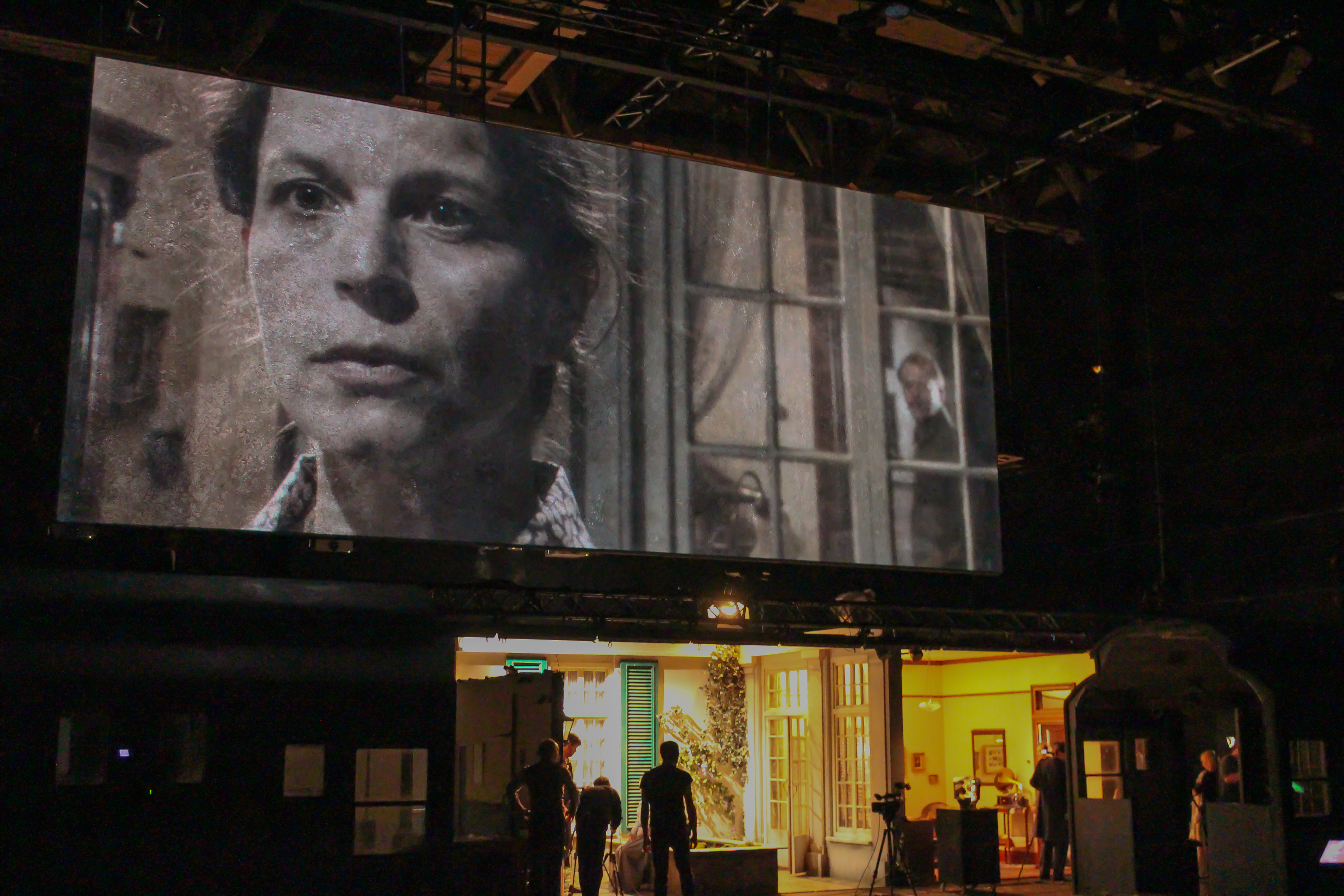
Forbidden Zone, Salzburger Festspiele 2014

Leo Warner (* 1980 in Keighley) ist ein britischer Videodesigner.

## Leben und Werk
Warner gründete 2001 Fifty Nine (Design) und gemeinsam mit Mark Grimmer 2006 die Film- und New Media Produktionsfirma Fifty Nine Productions, die sich mit bewegten Bildern im Darstellungskontext von Galerien, Performances und Theaterproduktionen beschäftigt. Seit 2008 fungiert er als Artistic Associate am National Theatre in London, wo er eng mit der Regisseurin Katie Mitchell zusammen arbeitet. Am National Theatre of Scotland in Edinburgh erarbeitete er 2006 die mit drei Critics’ Awards  ausgezeichnete Inszenierung Black Watch, am National Theatre kreierte er 2009 das Videodesign für War Horse, eine Inszenierung, das danach durch die USA, Australien und Europa tourte. 2012 schuf er das Videodesign für die Eröffnungsfeier der Olympischen Spiele in London und 2014 im Auftrag des Vivid LIVE Festivals die Videoinstallation Lighting the Sails am Sydney Opera House.

## Produktionen mit Katie Mitchell
- 2006: Waves von Virginia Woolf, Royal National Theatre London
- 2007: Attempts on Her Life von Martin Crimp, Royal National Theatre
- 2008: … Some Trace of Her nach Fjodor Dostojewskijs Der Idiot, Royal National Theatre
- 2008: Wunschkonzert von Franz Xaver Kroetz, Schauspiel Köln und 2009 Theatertreffen Berlin
- 2009: Al gran sole carico d’amore von Luigi Nono, Salzburger Festspiele, anschließend 2012 an der Staatsoper Unter den Linden in Berlin
- 2010:  Miss Julie nach August Strindberg, Schaubühne am Lehniner Platz, Berlin
- 2012: Reise durch die Nacht von Friederike Mayröcker, Schauspiel Köln, sowie 2013 Theatertreffen Berlin und Festival d’Avignon
- 2014: Forbidden Zone von Duncan Macmillan, Salzburger Festspiele, anschließend Schaubühne am Lehniner Platz, Berlin

| Personendaten    | Personendaten            |
| ---------------- | ------------------------ |
| NAME             | Warner, Leo              |
| KURZBESCHREIBUNG | britischer Videodesigner |
| GEBURTSDATUM     | 1980                     |
| GEBURTSORT       | Keighley                 |